# فيتزكارالدو (فلم)
فيتزكارالدو (بالألمانية: Fitzcarraldo) فيلم مغامرات ودراما كتبه وأخرجه المخرج الألماني فرنر هرتزوغ عام 1982، ومن بطولة الممثل كلايوس كينسكي، والممثلة كلاوديا كاردينالي. وتدور الأحداث حول براين سويني فيتزجيرالد، الرجل الحازم للغاية الذي يعتزم بناء دار أوبرا في وسط الغابة  في مرحلة هامة من التاريخ الاقتصادي والاجتماعي للبرازيل ومناطق الأمازون في البلدان المجاورة، وترتبط باستخراج المطاط وتسويقه. تمركزت هذه الطفرة في حوض الأمازون.
صدر الفيلم في المانيا الغربية في 4 مارس 1982، وفي فرنسا في 21 مايو 1982 (مهرجان كان السينمائي)، وفي المملكة المتحدة في يونيو 1982 (لندن)، وفي دور العرض الفرنسية في 2 يونيو 1982.
منح موقع قاعدة بيانات الأفلام على الإنترنت (IMDB) الفيلم درجة 8/ 10.

## أحداث الفيلم
بطل القصة برايان سوينى فتزجيرالد الشهير باسم فيتزكارالدو ويقوم بالدور الممثل الالمانى كلاوس كينسكى يعمل بالتجارة بمدينة اكيتوس بدولة البيرو، وهي مدينة صغيرة شرق جبال الانديس على حوض نهر الامازون. تدور الاحداث في اوائل القرن العشرين وفيتزكارالدو من اشد المحبين للاوبرا وبالاخص مغنى الاوبرا الشهير وقتها انريكو كاروزو ويحلم ببناء دار للاوبرا في مدينة اكيتوس ولكى يحقق حلمه ويكسب الاموال اللازمة، يقرر الرحيل بسفينة بخارية متهالكة عبر نهر الامازون وفروعه لاكتشاف اماكن وجود المطاط حيث ان أحد أهم تجار المطاط اخبره ان لاتوجد الا منطقة واحدة لم يتملكها أحد إلى هذا الوقت ولكن هذا الموقع محفوف بالمخاطر. يصطحب فيتزكارالدو حبيبته ومالكة بيت للدعارة اسمها مولى وطاقم بحارة من الاهالى المحليين اصحاب لغة لايستطيع فيتزكارالدو فهمها. يبحر الجميع وعليهم المرور بمنطقة يسكنها هنود محليين يعرف طاقم السفينة مدى خطورتهم. لاختصار الرحلة يقرر فيتزكارالدو ان يطلب من طاقمه وايضا من السكان المحليين دفع بالسفينة والتي تزن 320 طن إلى اعلى تل ثم تنحدر إلى النهر مرة أخرى. طاقم السفينة والذين لم يعرفوا بخطة فيتزكارالدو يهربوا من السفينة خوفا من خطورة السكان المحليين ولا يبقى على متن السفينة الا ميكانيكى والقبطان والطباخ وفيتزكارالدو وحبيبته. مع اعتقاد السكان المحليين بقدسية السفينة ينجح فيتزكارالدو في استغلالهم لدفع السفينة كما خطط إلى اعلى التل، وينجحوا في هذا ويفرح الجمع ويحتفلوا واثناء نومهم ينسحب السكان المحليين بعد ان يحرروا السفينة من الحبال التي تقيدها للبر كنوع من استرضاء آلة النهر. وتفشل الرحلة ويعود فيتزكارالدو ويقيم حفلة اوبرا اخيرة قبل بيع السفينة ويدعو مغنى الاوبرا المفضل كاروسو وينتهى الفيلم وفيتزكارالدو يقدم بكل فخر طاقمه.

## الممثلون
- كلاوس كينسكى: في دور فيتزكارالدو
- كلوديا كاردينالى: في دور مولي
- جوزيه لويجوى: في دور دون اكيللينو
- مايجل انجل فيونتس: في دور كولو
- بول هيتشر: في دور القبطان
- هيوريكيك انريك بوهوريك: في دور هيوريكيك الطباخ
- غراندي أوتيلو: في دور مدير المحطة
- بيتر بيرلينج: في دور مدير الأوبرا
- ديفيد بيريز إسبينوزا: في دور رئيس للهنود الكامبا
- ميلتون ناسيمنتو: في دور الرجل الأسود في دار الأوبرا
- روي بولانا: في دور بارون المطاط
- سلفادور جودينز: في دور مرسل مسن
- ديتر ميلز: في دور المبشر الشاب
- وليام «بيل» روز: في دور كاتب العدل
- ليونسيو بوينو: في دور أحد الجموع
- جان كلود دريفوس: في دور شخص من مطربي الأوبرا[12][13]

## الإنتاج
إنتاج الفيلم كان محنة لا يمكن تصديقها فقد اشتمل الفيلم على تحريك سفينة بخارية وزنها 320 طن من النهر إلى اعلى تل من الطين بدون استخدام اى مؤثرات سينيمائية ويقول المخرج هرتزوغ انه قام بانجاز لم يقم به من قبله أحد في التاريخ وغالبا لن يقوم به أحد مستقبلا، واطلق هرتزوغ على نفسه الفاتح فيما لا طائل من ورائه. اصيب ثلاثة من طاقم عمل الفيلم نتيجة قسوة الاماكن التي تم التصوير فيها. اشترى المخرج ثلاث سفن بنفس الهيئة ليتمكن من التصوير في اماكن مختلفة دون نقل السفينة من مكان لآخر وايضا ليتمكن من تحيم اجزاء من السفينة في بعض المشاهد.اختيار بطل الفيلم كان مشكلة كبيرة حيث ان فيرنر هرتسوغ رشح للبطولة ممثل المسرح الامريكى جيسون روباردز ولكنه اصيب بدوسنتاريا معوية واضطر لترك العمل ونصح آخرين بعدم العودة. كان الترشيح الثانى للامريكى جاك نيكلسون وكان في قمة تألقه وقد انهى تصوير فيلم المخرج الامريكى الرائع ستانلى كوبريك المسمى اللمعان  وايضا تم ترشيح مغنى الروك الانجليزى ميك جاجر وقائد فريق الرولنج ستونز لدور مساعد لبطل الفيلم ولكنه بدأ جولة فنية مع فريقه. وبعد ان قام هرتسوغ بتصور حوالى 40% من دور البطل يؤديه جيسون روباردز ولكن رحيل وعدم عودته للتصوير جعل هرتسوغ يلجأ إلى بطله المفضل القديم كلاوس كينسكى. يعرف الجمهور الالمانى تمام المعرفة ان كينسكى على درجة عالية من التهور وعدم السيطرة على كثير من افعاله وهذا ماحدث اثناء التصوير من مشاحنات بين كينسكى وباقى الطاقم  ليصور هرتسوغ بعض هذه المشاحنات ويضمنها في إحدى افلامه التسجيلية عن الممثل كلاوس كينسكى.

### أحداث أثناء التصوير
حدث بعض الإصابات وأيضا وفيات بين العمال الذين استأجرهم هرتسوغ من السكان المحليين وأيضا تحطمت طائرتين صغيرتين، أدى ذلك إلى إصابات وشلل أحد العاملين، كما لدغ ثعبان سام أحد العاملين وكان الخيار هو بتر قدم المصاب لإنقاذه من الموت. اتهم البعض المخرج هرتسوج باستغلال السكان المحليين.

## الموسيقى
استخدم هرتسوغ كعادته موسيقى فريق بوبل فوه Popol Vuh  وايضا مقطوعات كلاسيكية اوبرالية من فردى وشتراوس وآخرين.

## استقبال الفيلم
حسب موقع الطماطم الفاسدة (من أهم المواقع على الإنترنت لتقييم الافلام) حصل الفيلم على تقييم 78% بناء على تقييم 27 جهة نقدية وذلك يمثل درجة (7.36/10) ومنح روجر ايبرت (ناقد سينيمائى وكاتب سيناريو وصحفى) للفيلم 4 نجوم من خمسة وصنفه على انه ضمن مجموعة الافلام الرائعة وقارنه بأفلام مثل القيامة الآن للمخرج كوبولا وفيلم اوديسا الفضاء 2001 ولخص ذلك فقال ان فيلم فيتزكارالدو ليس بالفيلم الكامل ولكنه رائع!
جاء في كتاب «عشاق الأدرينالين» للكاتب المصري أحمد خالد توفيق: «مثيرة جداً ومضحكة أحياناً تلك العلاقة بين المخرج الألماني العبقري» فيرنر هرتزوج«والممثل البولندي العبقري» كلاوس كينسكي«. وهي علاقة أثارت شغف الكثيرين للكتابة عنها. كلاهما شديد الغرور عصبي المزاج ناري الطباع»، ويتابع الكاتب قائلاً: «المخرج يجد في الممثل وأدائه وصوته خير تعبير عما يدور في رأسه»، ويواصل: «أثناء تمثيل فيلم» فيتزكارألدو«قرر كينسكي أن يترك العمل.. كان معنى هذا فشل المشروع بالكامل بينما كل طاقم التصوير موجود في غابات الأمازون، والحر مرهق وأرواحهم قد بلغت الحلقوم.. هنا أخرج» هيرتزوج«بندقية وقال للممثل:» في هذه البندقية طلقتان، واحدة لك ثم واحدة لي لو لم تعد«، وكان الكل يعرف يقيناً أنه يعني ما يقول.. هكذا أضطر الممثل أن يعود بالقارب.. كينسكي كذلك كان يحمل مسدساً ويقسم أنه سيفجر رأس المخرج لو لم يرق له تمثيله.»

## الجوائز
حصل الفيلم على الجائزة الفضية لافضل فيلم المانى طويل، وترشح الفيلم لجائزة الفيلم الاجنبى في الاكاديمية البريطانية للسينيما والتلفزيون وحصل على جائزة السعفة الذهبية في مهرجان كان وحصل على جائزة غولدن غلوب الأمريكية لافضل فيلم اجنبى، كما حصل المخرج فرنر هرتسوغ على جائزة أفضل مخرج في مهرجان كان السينيمائى لعام 1982. تم ترشيح الفيلم لجائزة الاوسكار لأفصل فيلم اجنبى في أبريل 1983 ولكنه لم يحصل عليها واختطفها الفيلم الاسبانى المسمى ابدأ الرقص.

## أعمال ذات علاقة بالفيلم
اثناء تصوير فيلم فيتزكارالدو تم تصوير اجزاء من أفلام أخرى مثل الفيلم التسجيلى (عبء الأحلام Burden of Dreams) للمخرج الامريكى ليس بلانك والذى يظهر فيه المخرج هرتسوغ وبطلته في فيلم فيتزكارالدو الايطالية كلوديا كاردينالى كما استخدم هرتسوغ بعض لقطات ليتضمنها فيلمه التسجيلى (بورتريه للمخرج فرنر هرتسوغ Portrait Werner Herzog) في عام 1986 وايضا الفيلم التسجيلى (شيطانى المفضل My Best Fiend) في عام 1999 وهو فيلم عن الممثل المفضل للمخرج وهو "كلاوس كينسكى". أصدر هرتسوغ كتاب في عام 2009 لدار نشر أمريكية تحت عنوان (غزو عديم الفائدة Conquest of the Useless) وهو عن يومياته اثناء تصوير هذا الفيلم.

## الفيلم في وسائل إعلامية أخرى
في مسلسل الرسوم المتحركة ميتاكاليبس وفي موسمها الثانى نجد حلقة خاصة يحاكى فيها المسلسل بسخرية ما قام به هرتسوغ من دفع سفينة بخارجية لتصل إلى قمة تل من الطين! كاثلين شاين الروائية الأمريكية وفي حديثا عن الافلام التخيلية وصفت فيلم فيتزكارالدو بأنه فيلم رهيب! قام جلن هانسارد الموسيقى الايرلندى قام بكتابة أغنية عام 1995 تحت عنوان فيتزكارالدو وقال بالطبع انه استوحاها من فيلم هرتسوغ. حلقات المسلسل الكرتونى السمبسونس تضمنت سخرية مما فعله هرتسوغ وقال أحد أبطال المسلسل انه سيدفع بحافلة ضخمة إلى اعلى الجبل!

## وصلات خارجية
- مقالات تستعمل روابط فنية بلا صلة مع ويكي بيانات